# Norska Nobelinstitutet

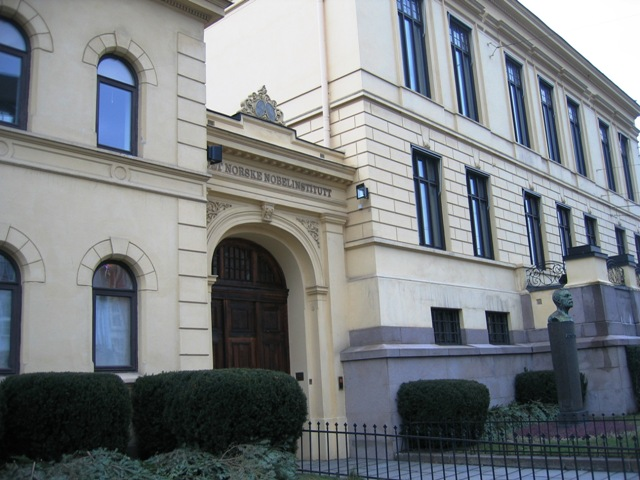
Norska Nobelinstitutets lokaler i centrala Oslo.

Norska Nobelinstitutet (Det Norske Nobelinstitutt) är ett Nobelinstitut i Oslo som framför allt har som uppgift att stödja Norska Nobelkommittén i dess arbete med att utse pristagare till Nobels fredspris. Institutet inrättades 1 februari 1904 i dåvarande Kristiania.
Institutet är centralt beläget i Oslo, i närheten av Kungliga slottet.
Institutet består av en forskningsavdelning och ett bibliotek med 180 000 titlar, huvudsakligen bestående av litteratur om fredsarbete, folkrätt, internationell ekonomi och modern politisk historia, samt publikationer utgivna av internationella organisationer. Biblioteket är tillgängligt för allmänheten.
Institutet leds av en direktör som också fungerar som Norska Nobelkommitténs sekreterare. För närvarande är Olav Njølstad innehavare av direktörsposten.